# Phong trào KuToo
Phong trào #KuToo là một phong trào đang diễn ra ở Nhật Bản chống lại chính sách giày cao gót tại nơi làm việc. Cái tên này ám chỉ đến phong trào Me Too và cách chơi chữ với kutsu (靴, "giày") và kutsū (苦痛, "đau đớn").